# Кваркено
Ква́ркено — село, административный центр Кваркенского района Оренбургской области.

## История
Укрепление № 16 Новолинейного района было основано в 1842 году переселенцами из села Краснохолм Оренбургской губернии, зачисленных в казачье сословие. После получения статуса станицы селению было присвоено название Кваркен (Кваркенская) в честь похода российских войск в 1809 году через пролив Кваркен во время русско-шведской войны.
На 1900 г. - посёлок Кваркенский. 1625 душ обоего пола.

## Население
| 1959 | 1970  | 1979  | 1989  | 2002  | 2010  | 2021  |
| ---- | ----- | ----- | ----- | ----- | ----- | ----- |
| 2327 | ↗2832 | ↗3417 | ↗3874 | ↗4184 | ↘3923 | ↗4106 |

## Транспорт
Ближайшая железнодорожная станция Айдырля (на линии Карталы — Орск) расположена в 20 км к юго-востоку от Кваркено, в посёлке Красноярский.
В посёлке до 1997 года действовал аэродром, откуда четыре раза в неделю производился рейс УЭ-105 в Орск на самолёте АН-2. В 2015 году авиакомпания «Оренбуржье» возобновила полёты по маршруту Кваркено—Адамовка—Орск на самолетах АН-2 (стоимость билета в одну сторону по данным на октябрь 2016 года — 1070 рублей).

## Люди, связанные с селом
В селе родился Герой Советского Союза Фёдор Заикин.